# BLEACH 〜ソウル・カーニバル〜
BLEACH 〜ソウル・カーニバル〜（ブリーチ ソウル・カーニバル）は、ソニー・コンピュータエンタテインメント (SCE) より発売された日本のゲームシリーズ。
久保帯人による漫画作品『BLEACH』を原作としたPlayStation Portable (PSP) 用の2D横スクロール型バトルアクションゲームであり、ラクジンが開発を担当した。

## BLEACH 〜ソウル・カーニバル〜
2008年10月23日にパッケージ版とダウンロード版が同時発売された。ダウンロード版は「PS Store版」としてPlayStation Storeにて販売された。SCEがPSP用ソフトをダウンロード販売するのは同月16日発売の『勇者のくせになまいきだor2』とともに初めての試みであった。2010年1月14日には「PSP the Best」シリーズとして廉価版が発売された。

### ゲーム内容
簡単な操作でダッシュや攻撃、必殺技を繰り出せることが本作の特徴である。総勢80体以上の登場キャラクターはデフォルメ化され、可愛らしいデザインが加えられた。
また、多数のオリジナルムービーが収録されたほか、声優陣による70種類以上のアラームボイスが収録され、PSPを目覚まし時計としても使用できるアラーム機能が搭載された。

## BLEACH 〜ソウル・カーニバル2〜
2009年12月10日にパッケージ版とダウンロード版が発売された。

### ゲーム内容
新しいキャラクター、ギミック、ミッションが追加され、前作より内容が全体的に強化された。

### 評価
『週刊ファミ通』1096号のクロスレビューにおいて、本作は合計31点、平均7.7点の評価を受けた。ファミ通公式レビュアー4名による各レビューはそれぞれ10点満点で採点され、本田やよいは8点、レオナ海老原は7点、ウワーマンは8点、ジゴロ☆芦田は8点を付けた。